# مؤسسة ماخت

مبنى مؤسسة ماخت في سان بول دي فونس، فرنسا.

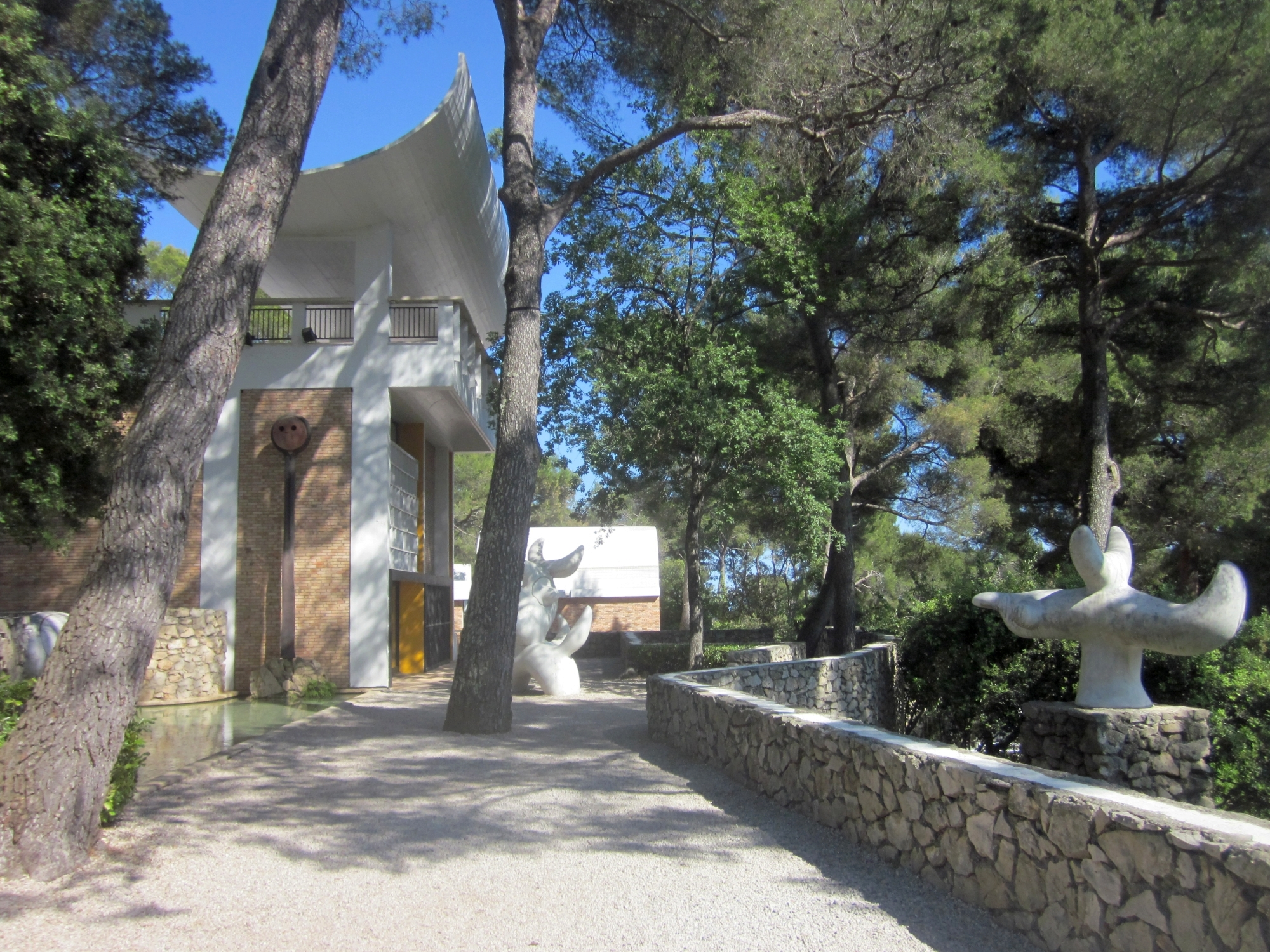
منظر لحديقة النحت في مؤسسة ماخت في Saint-Paul de Vence، فرنسا.

مؤسسة ماخت هو متحف للفن الحديث في كولين دي جارديتس، تل يطل على سان بول دي فينس في جنوب شرق فرنسا حوالي 25 كيلومتر (16 ميل) من نيس. أسسها مارجريت وإيمي ماخت في عام 1964 وتضم اللوحات والمنحوتات والكولاج والسيراميك وجميع أشكال الفن الحديث.
تضم المجموعة أعمالًا للعديد من فناني القرن العشرين المهمين بما في ذلك جان آرب وبيير بونارد وجورج براك وألكسندر كالدر ومارك شاغال وسام فرانسيس وألبرتو جياكوميتي وفاسيلي كاندينسكي وإلسورث كيلي وفرناند ليجر وآن مادن وجوان ميرو وغيرهم.
تم تصميم المبنى من قبل المهندس المعماري الإسباني جوزيب لويز سيرت، ويضم أكثر من 12000 قطعة فنية ويجذب «في المتوسط، 200000 زائر... كل عام». توجد كنيسة صغيرة مكرسة للقديس برنارد تخليداً لذكرى برنارد، ابن إيمي ومارغريت مايخت الذي توفي بسرطان الدم عن عمر 11 عاماً. يتم تمويل المؤسسة بشكل مستقل تمامًا دون الاعتماد على الإعانات الحكومية. أدريان مايخت هو رئيس المجلس الإداري للمؤسسة، والذي يضم أيضًا إيزابيل مايخت وشقيقتها يويو مايخت.

## روابط خارجية
- http://www.fondation-maeght.com
- http://www.maeght.com